# Maria-do-madeira
Maria-do-madeira (nome científico: Poecilotriccus senex) é uma espécie de ave da família dos tiranídeos. É uma espécie endêmica do Brasil, encontrada na Amazônia.